# Нотио-Пилио
Нотио-Пилио (греч. Δήμος Νοτίου Πηλίου — «Южный Пилион») — община (дим) в Греции. Входит в периферийную единицу Магнисия в периферии Фессалия. Население 10 216 человек по переписи 2011 года. Площадь общины — 368,539 квадратного километра. Плотность — 27,72 человека на квадратный километр. Административный центр — Аргаласти, исторический центр — Трикерион. Димархом на местных выборах в 2019 году избран Михаил Мидзикос (Μιχαήλ Μιτζικός).
Община Нотио-Пилио создана в 2010 году (ΦΕΚ 87Α) по программе «Калликратис» при слиянии упразднённых общин Аргаласти, Афете, Милеэ, Сипиас, а также сообщества Трикерион.
Община (дим) Нотио-Пилио делится на пять общинных единиц.